# Grenville (Grenada)
Grenville è la seconda città per ampiezza di Grenada, dopo Saint George's ed è il capoluogo della  Parrocchia di Saint Andrew, la sua parrocchia più estesa.

## Geografia
Grenville si trova sul mare, nella baia omonima, circa a metà della costa orientale dell'isola caraibica di Grenada ed è pesantemente coinvolta nell'attività agricola di esportazione. La Chiesa Anglicana di Grenville e la scuola si trovano alla estremità settentrionale di Victoria Street, la via principale lungo la baia.
Essa è un hub economico e dei trasporti per quella parte dell'isola, e una volta era la sede del più grosso impianto di Grenada di lavorazione della noce moscata. Il mercato della città ospita una gran varietà di banchi di frutti, vegetali, carni e articoli artigianali. Benché aperto tutti i giorni, il giorno di attività maggiore è il sabato, il giorno tradizionale di mercato dell'isola. Un'autolinea di minibus, recentemente istituita, collega il mercato con il rimanente della città e i suoi dintorni.
Alla sua periferia vi è il primo aeroporto di Grenada, il Pearls Airport. Esso non è più in uso, ma vi sono ancora carcasse abbandonate di velivoli della Air Cuba.
È sede di tribunale.

## Storia
Fondata per George Grenville, Primo ministro britannico dal 1763 al 1765, ne ha preso anche il nome. Essa è anche nota come La Baye, il nome assegnatole inizialmente dai francesi.
È capoluogo della sua Parrocchia fin dal 1796.

## Istruzione
Nella città di Grenville vi sono tre scuole secondarie: Il Convento di San Giuseppe, la Scuola secondaria anglicana di St. Andrews e la scuola secondaria di Grenville.